# Unione Sportiva Cremonese 2024-2025
Questa voce raccoglie le informazioni riguardanti l'Unione Sportiva Cremonese nelle competizioni ufficiali della stagione 2024-2025.

## Stagione
La stagione 2024-2025 è per i grigiorossi la 33ª partecipazione nella seconda serie del Campionato italiano di calcio.
I grigiorossi hanno svolto il ritiro precampionato a Pinzolo, 26 luglio all’8 agosto 2024.
L'esordio stagionale c'è stato il 10 agosto 2024, nella gara valida per i trentaduesimi di Coppa Italia contro il Bari; l'incontro, terminato 1-1 dopo i tempi regolamentari e supplementari, si è risolto 6-5 dopo i tiri di rigore in favore dei grigiorossi; l'esordio in campionato, invece, è avvenuto il 18 agosto in casa del Cosenza, incontro terminato con la vittoria dei calabresi per 1-0. Alla fine della stagione regolare i grigiorossi sono quarti, qualificandosi ai play-off, dove vincono la finale e si guadagnano la promozione in Serie A.

## Divise e sponsor
Lo sponsor tecnico per stagione 2024-2025 è Acerbis.
La Cremonese conferma come main sponsor Iltainox (in trasferta Arinox), come official sponsor Acciaieria Arvedi, come sleeve sponsor Arvedi Tubo Acciaio e come back sponsor Milwaukee, mentre lo short sponsor è Feraboli Lubrificanti.
| Casa | Trasferta | Terza divisa |
| ---- | --------- | ------------ |

## Organigramma societario
Tratto dal sito uffuciale.
Area direttiva
- Presidente Onorario: Giovanni Arvedi
- Presidente: Francesco Dini
- Vice Presidente: Maurizio Calcinoni[10]
- Amministratore delegato: Uberto Ventura
- Consiglio di Amministrazione: Giovanni Benedini, Giuseppe Carletti, Costantino Vaia, Roberto Zanchi, Maurizio Ferraroni
- Direttore generale: Paolo Armenia
- Segretario generale: Andrea Barbiani

Area amministrativa
- Responsabile amministrativo: Alberto Losi
- Presidente collegio sindacale: Andrea Pedroni
- Segretaria amministrativa: Clara Negri, Valentina Mezzadri

Area comunicazione e marketing
- Responsabile Comunicazione: Paolo Loda
- Responsabile Marketing: Stefano Allevi
- Ufficio Marketing e Comunicazione: Daniela Fioni, Martina Almi, Annalisa Cerati, Davide Pettinari
- Responsabile Biglietteria: Andrea Barbiani
- Delegato alla sicurezza: Fausto Tabaglio
- Vice delegato alla sicurezza: Samuele Noli
- Supporter Liaison Officer: Lorenzo Bettoli

Area sanitaria
- Recupero infortuni: Cristian Freghieri
- Responsabile Settore Sanitario: Dott. Diego Giuliani
- Medico Sociale: Dott. Alberto Gheza
- Fisioterapisti: Antonio Agostini, Carlo Bentivoglio, Lorenzo Franchi, Davide Mazzoleni

Area tecnica
- Direttore sportivo: Simone Giacchetta[10][11]
- Team manager: Federico Dall’Asta
- Allenatore: Giovanni Stroppa[10]
- Allenatore in seconda: Andrea Guerra
- Preparatore atletico: Fabio Allevi, Andrea Primitivi, Giovanni Saffioti
- Preparatore dei Portieri: Nicola Dibitonto, Andrea Sardini
- Collaboratore tecnico: Giuseppe Brescia
- Match Analyst: Vittorio Vona

## Rosa
Tratto dal sito ufficiale.
In corsivo i calciatori ceduti a stagione in corso.
Rosa aggiornata al 3 febbraio 2025.
| N. |                         | Ruolo | Calciatore           |
| -- | ----------------------- | ----- | -------------------- |
| 1  | Italia (bandiera)       | P     | Andrea Fulignati     |
| 3  | Italia (bandiera)       | D     | Giacomo Quagliata    |
| 4  | Italia (bandiera)       | D     | Tommaso Barbieri     |
| 5  | Italia (bandiera)       | D     | Luca Ravanelli       |
| 6  | RD del Congo (bandiera) | C     | Charles Pickel       |
| 7  | Brasile (bandiera)      | D     | Paulo Azzi           |
| 8  | Italia (bandiera)       | C     | Mattia Valoti        |
| 9  | Italia (bandiera)       | A     | Manuel De Luca       |
| 10 | Italia (bandiera)       | A     | Cristian Buonaiuto   |
| 11 | Italia (bandiera)       | A     | Dennis Johnsen       |
| 12 | Italia (bandiera)       | P     | Giacomo Drago        |
| 14 | Italia (bandiera)       | C     | Francesco Gelli      |
| 15 | Italia (bandiera)       | D     | Matteo Bianchetti () |
| 17 | Italia (bandiera)       | D     | Leonardo Sernicola   |
| 18 | Italia (bandiera)       | C     | Michele Collocolo    |
| 19 | Italia (bandiera)       | C     | Michele Castagnetti  |

| N. |                      | Ruolo | Calciatore          |
| -- | -------------------- | ----- | ------------------- |
| 20 | Argentina (bandiera) | C     | Franco Vázquez      |
| 21 | Italia (bandiera)    | P     | Gianluca Saro       |
| 22 | Danimarca (bandiera) | P     | Andreas Jungdal     |
| 23 | Italia (bandiera)    | D     | Federico Ceccherini |
| 26 | Bulgaria (bandiera)  | D     | Valentin Antov      |
| 27 | Belgio (bandiera)    | C     | Jari Vandeputte     |
| 37 | Slovenia (bandiera)  | C     | Žan Majer           |
| 42 | Italia (bandiera)    | D     | Lorenzo Moretti     |
| 44 | Georgia (bandiera)   | D     | Luka Lochoshvili    |
| 55 | Italia (bandiera)    | D     | Francesco Folino    |
| 62 | Italia (bandiera)    | C     | Tommaso Milanese    |
| 74 | Italia (bandiera)    | A     | Frank Tsadjout      |
| 77 | Nigeria (bandiera)   | A     | David Okereke       |
| 90 | Italia (bandiera)    | A     | Federico Bonazzoli  |
| 98 | Italia (bandiera)    | A     | Luca Zanimacchia    |
| 99 | Italia (bandiera)    | A     | Marco Nasti         |

## Calciomercato

### Sessione estiva(dal 1º/7 al 30/8)
| Acquisti         | Acquisti            | Acquisti          | Acquisti         |
| R.               | Nome                | da                | Modalità         |
| ---------------- | ------------------- | ----------------- | ---------------- |
| P                | Andrea Fulignati    | Catanzaro         | prestito         |
| D                | Eddy Cabianca       | Virtus Verona     | definitivo       |
| D                | Lorenzo Moretti     | Triestina         | definitivo       |
| D                | Tommaso Barbieri    | Juventus Next Gen | definitivo       |
| D                | Federico Ceccherini | Verona            | definitivo       |
| C                | Jari Vandeputte     | Catanzaro         | prestito         |
| C                | Tommaso Milanese    | Ascoli            | fine prestito    |
| A                | Alberto Basso Ricci | Lumezzane         | fine prestito    |
| A                | Manuel De Luca      | Sampdoria         | definitivo       |
| A                | Federico Bonazzoli  | Salernitana       | definitivo       |
| A                | Marco Nasti         | Milan             | definitivo       |
| Altre operazioni |                     |                   |                  |
| R.               | Nome                | a                 | Modalità         |
| P                | Federico Agazzi     | Alcione           | fine prestito    |
| D                | Valentin Antov      | Monza             | rinnovo prestito |

| Cessioni         | Cessioni            | Cessioni      | Cessioni         |
| R.               | Nome                | a             | Modalità         |
| ---------------- | ------------------- | ------------- | ---------------- |
| P                | Alessandro Livieri  | Pisa          | fine prestito    |
| P                | Mouhamadou Sarr     | Spezia        | prestito         |
| D                | Luca Munaretti      | Virtus Verona | prestito         |
| D                | Emanuel Aiwu        | Sturm Graz    | definitivo       |
| D                | Yuri Rocchetti      | Cremonese     | prestito         |
| D                | Paolo Ghiglione     | Salernitana   | definitivo       |
| D                | Luca Marrone        | Lecco         | fine prestito    |
| D                | Maissa Ndiaye       | Turris        | prestito         |
| D                | Alessandro Tuia     | Osijek        | definitivo       |
| C                | Matteo Ghisolfi     | Potenza       | definitivo       |
| C                | Christian Acella    | Giugliano     | prestito         |
| C                | Joshua Tenkorang    | Lumezzane     | prestito         |
| C                | César Falletti      | Bari          | prestito         |
| C                | Gonzalo Abrego      | Godoy Cruz    | fine prestito    |
| A                | David Stückler      | Giana Erminio | prestito         |
| A                | Samuel Blue Mamona  | Messina       | prestito         |
| A                | Marco Zunno         | Foggia        | prestito         |
| A                | Alberto Basso Ricci | Legnago       | prestito         |
| A                | Felix Afena-Gyan    | Juventus      | prestito         |
| A                | Frank Tsadjout      | Frosinone     | prestito         |
| Altre operazioni |                     |               |                  |
| R.               | Nome                | a             | Modalità         |
| P                | Federico Agazzi     | Alcione       | rinnovo prestito |
| D                | Eddy Cabianca       | Feralpisalò   | prestito         |
| C                | Alessio Brambilla   | Feralpisalò   | prestito         |
| C                | Luca Valzania       | Pescara       | definitivo       |
| A                | Daniel Ciofani      |               | ritiro           |

### Sessione invernale(dal 2/1 al 3/2)
| Acquisti | Acquisti         | Acquisti    | Acquisti   |
| R.       | Nome             | da          | Modalità   |
| -------- | ---------------- | ----------- | ---------- |
| P        | Giacomo Drago    | Südtirol    | prestito   |
| D        | Paulo Azzi       | Cagliari    | definitivo |
| D        | Francesco Folino | Juve Stabia | definitivo |
| C        | Francesco Gelli  | Frosinone   | prestito   |
| C        | Mattia Valoti    | Monza       | definitivo |

| Cessioni         | Cessioni           | Cessioni    | Cessioni   |
| R.               | Nome               | a           | Modalità   |
| ---------------- | ------------------ | ----------- | ---------- |
| D                | Luka Lochoshvili   | Salernitana | prestito   |
| D                | Giacomo Quagliata  | Catanzaro   | prestito   |
| D                | Leonardo Sernicola | Pisa        | prestito   |
| C                | Tommaso Milanese   | Carrarese   | prestito   |
| A                | Cristian Buonaiuto | Padova      | definitivo |
| Altre operazioni |                    |             |            |
| R.               | Nome               | da          | Modalità   |
| P                | Andreas Jungdal    | Westerlo    | prestito   |
| C                | Christian Acella   | Alcione     | prestito   |
| C                | Salvatore Dore     | Legnago     | prestito   |

### Operazioni esterne alle sessioni
| Acquisti | Acquisti | Acquisti | Acquisti |
| R.       | Nome     | da       | Modalità |
| -------- | -------- | -------- | -------- |

| Cessioni | Cessioni      | Cessioni  | Cessioni |
| R.       | Nome          | a         | Modalità |
| -------- | ------------- | --------- | -------- |
| D        | David Okereke | Gaziantep | prestito |

## Risultati

### Serie B

#### Play-off
| Arbitro: | Collu (Cagliari) |

|                           |           |             |
| Pierobon 34’ Adorante 58’ | Marcatori | 77’ Johnsen |

| Arbitro: | Manganiello (Pinerolo) |

|                                            |           |  |
| Castagnetti 28’ Johnsen 60’ Vandeputte 66’ | Marcatori |  |

| Cremona 29 maggio 2025, ore 20:30 CEST Finale - Andata | Cremonese            | 0 – 0 referto | Spezia | Stadio Giovanni Zini (14 100 spett.)\| Arbitro: \| Pairetto (Nichelino) \| |
| Arbitro:                                               | Pairetto (Nichelino) |               |        |                                                                            |

| Arbitro: | Colombo (Como) |

|                             |           |                                |
| P. Esposito 83’ Vignali 85’ | Marcatori | 25’, 79’ De Luca 62’ Collocolo |

### Coppa Italia

#### Turni eliminatori
| Arbitro: | Galipò (Firenze) |

|                                                        |                      |                                                  |
| De Luca 68’                                            | Marcatori            | 80’ Manzari                                      |
| De Luca Vázquez Sernicola Barbieri Collocolo Bonazzoli | Tiri di rigore 5 – 4 | Benali Vicari Sibilli Manzari Novakovich Oliveri |

| Arbitro: | Bonacina (Bergamo) |

|              |           |  |
| Lapadula 60’ | Marcatori |  |

## Statistiche

### Statistiche di squadra
Statistiche aggiornate al 1° giugno 2025
| Competizione | Punti | In casa | In casa | In casa | In casa | In casa | In casa | In trasferta | In trasferta | In trasferta | In trasferta | In trasferta | In trasferta | Totale | Totale | Totale | Totale | Totale | Totale | DR  |
| Competizione | Punti | G       | V       | N       | P       | Gf      | Gs      | G            | V            | N            | P            | Gf           | Gs           | G      | V      | N      | P      | Gf     | Gs     | DR  |
| ------------ | ----- | ------- | ------- | ------- | ------- | ------- | ------- | ------------ | ------------ | ------------ | ------------ | ------------ | ------------ | ------ | ------ | ------ | ------ | ------ | ------ | --- |
| Serie B      | 61    | 19      | 7       | 8       | 4       | 30      | 23      | 19           | 9            | 5            | 5            | 32           | 21           | 38     | 16     | 13     | 9      | 62     | 44     | +18 |
| Play-off     | -     | 2       | 1       | 1       | 0       | 3       | 0       | 2            | 1            | 0            | 1            | 4            | 4            | 4      | 2      | 1      | 1      | 7      | 4      | +3  |
| Coppa Italia | -     | 1       | 0       | 1       | 0       | 1       | 1       | 1            | 0            | 0            | 1            | 0            | 1            | 2      | 0      | 1      | 1      | 1      | 2      | -1  |
| Totale       | -     | 21      | 8       | 10      | 4       | 34      | 24      | 22           | 10           | 5            | 7            | 36           | 26           | 44     | 18     | 15     | 11     | 70     | 50     | +20 |

### Andamento in campionato
| Giornata  | 1  | 2  | 3  | 4 | 5 | 6 | 7 | 8 | 9 | 10 | 11 | 12 | 13 | 14 | 15 | 16 | 17 | 18 | 19 | 20 | 21 | 22 | 23 | 24 | 25 | 26 | 27 | 28 | 29 | 30 | 31 | 32 | 33 | 34 | 35 | 36 | 37 | 38 |
| --------- | -- | -- | -- | - | - | - | - | - | - | -- | -- | -- | -- | -- | -- | -- | -- | -- | -- | -- | -- | -- | -- | -- | -- | -- | -- | -- | -- | -- | -- | -- | -- | -- | -- | -- | -- | -- |
| Luogo     | T  | C  | C  | T | C | T | T | C | T | C  | T  | C  | T  | C  | T  | C  | T  | C  | T  | C  | T  | C  | C  | T  | C  | T  | C  | T  | C  | T  | C  | T  | C  | T  | C  | T  | C  | T  |
| Risultato | P  | V  | P  | V | N | V | P | N | V | V  | N  | P  | P  | V  | V  | P  | N  | N  | V  | N  | V  | V  | N  | P  | V  | N  | P  | N  | V  | V  | N  | V  | N  | P  | V  | N  | N  | V  |
| Posizione | 18 | 13 | 14 | 7 | 8 | 4 | 8 | 7 | 4 | 4  | 4  | 5  | 5  | 5  | 4  | 5  | 4  | 4  | 4  | 4  | 4  | 4  | 4  | 4  | 4  | 4  | 5  | 5  | 4  | 4  | 4  | 4  | 4  | 4  | 4  | 4  | 4  | 4  |

Fonte: Lega Serie B
Legenda:

Luogo: N = Campo neutro; C = Casa; T = Trasferta. Risultato: V = Vittoria; N = Pareggio; S = Sconfitta.
- = Turno di riposo.

### Statistiche dei giocatori
In corsivo i giocatori ceduti a stagione in corso.
| Giocatore      | Serie B  | Serie B | Serie B     | Serie B    | Coppa Italia | Coppa Italia | Coppa Italia | Coppa Italia | Totale   | Totale | Totale      | Totale     |
| Giocatore      | Presenze | Reti    | Ammonizioni | Espulsioni | Presenze     | Reti         | Ammonizioni  | Espulsioni   | Presenze | Reti   | Ammonizioni | Espulsioni |
| -------------- | -------- | ------- | ----------- | ---------- | ------------ | ------------ | ------------ | ------------ | -------- | ------ | ----------- | ---------- |
| V. Antov       | 21       | 1       | 4           | 0          | 2            | 0            | 1            | 0            | 23       | 1      | 5           | 0          |
| P. Azzi        | 1        | 0       | 0           | 0          | 0            | 0            | 0            | 0            | 1        | 0      | 0           | 0          |
| T. Barbieri    | 19       | 1       | 4           | 0          | 2            | 0            | 0            | 0            | 21       | 1      | 4           | 0          |
| A. Bertolacci  | 0        | 0       | 0           | 0          | 0            | 0            | 0            | 0            | 0        | 0      | 0           | 0          |
| M. Bianchetti  | 21       | 0       | 5           | 0          | 1            | 0            | 0            | 0            | 22       | 0      | 5           | 0          |
| F. Bonazzoli   | 18       | 4       | 2           | 0          | 1            | 0            | 0            | 0            | 19       | 4      | 2           | 0          |
| C. Buonaiuto   | 9        | 1       | 0           | 0          | 0            | 0            | 0            | 0            | 9        | 1      | 0           | 0          |
| M. Castagnetti | 17       | 1       | 4           | 0          | 1            | 0            | 0            | 0            | 18       | 1      | 4           | 0          |
| F. Ceccherini  | 7        | 1       | 2           | 0          | 0            | 0            | 0            | 0            | 7        | 1      | 2           | 0          |
| M. Collocolo   | 20       | 5       | 5           | 0          | 2            | 0            | 0            | 0            | 22       | 5      | 5           | 0          |
| M. De Luca     | 10       | 1       | 3           | 0          | 2            | 1            | 0            | 0            | 12       | 2      | 3           | 0          |
| G. Drago       | 0        | -0      | 0           | 0          | 0            | -0           | 0            | 0            | 0        | -0     | 0           | 0          |
| F. Folino      | 1        | 0       | 0           | 0          | 0            | 0            | 0            | 0            | 1        | 0      | 0           | 0          |
| A. Fulignati   | 23       | -24     | 0           | 0          | 1            | -1           | 0            | 0            | 24       | -25    | 0           | 0          |
| F. Gelli       | 0        | 0       | 0           | 0          | 0            | 0            | 0            | 0            | 0        | 0      | 0           | 0          |
| D. Johnsen     | 17       | 2       | 2           | 0          | 2            | 0            | 0            | 0            | 19       | 2      | 2           | 0          |
| A. Jungdal     | 0        | 0       | 0           | 0          | 0            | 0            | 0            | 0            | 0        | 0      | 0           | 0          |
| L. Lochoshvili | 7        | 0       | 1           | 2          | 1            | 0            | 0            | 0            | 8        | 0      | 1           | 2          |
| Z. Majer       | 14       | 0       | 2           | 0          | 2            | 0            | 0            | 0            | 16       | 0      | 2           | 0          |
| T. Milanese    | 4        | 0       | 0           | 0          | 1            | 0            | 0            | 0            | 5        | 0      | 0           | 0          |
| L. Moretti     | 3        | 0       | 1           | 0          | 1            | 0            | 0            | 0            | 4        | 0      | 1           | 0          |
| M. Nasti       | 15       | 2       | 6           | 0          | 1            | 0            | 0            | 0            | 16       | 2      | 6           | 0          |
| D. Okereke     | 0        | 0       | 0           | 0          | 0            | 0            | 0            | 0            | 0        | 0      | 0           | 0          |
| C. Pickel      | 20       | 1       | 2           | 1          | 1            | 0            | 1            | 0            | 21       | 1      | 3           | 1          |
| G. Quagliata   | 11       | 0       | 1           | 0          | 1            | 0            | 0            | 0            | 12       | 0      | 1           | 0          |
| L. Ravanelli   | 15       | 0       | 1           | 0          | 1            | 0            | 0            | 0            | 16       | 0      | 1           | 0          |
| G. Saro        | 0        | -0      | 0           | 0          | 1            | -1           | 0            | 0            | 1        | -1     | 0           | 0          |
| L. Sernicola   | 18       | 2       | 2           | 0          | 2            | 0            | 0            | 0            | 20       | 2      | 2           | 0          |
| F. Tsadjout    | 2        | 0       | 0           | 0          | 1            | 0            | 0            | 0            | 3        | 0      | 0           | 0          |
| M. Valoti      | 0        | 0       | 0           | 0          | 0            | 0            | 0            | 0            | 0        | 0      | 0           | 0          |
| J. Vandeputte  | 22       | 1       | 4           | 0          | 2            | 0            | 0            | 0            | 24       | 1      | 4           | 0          |
| F. Vázquez     | 22       | 9       | 4           | 0          | 2            | 0            | 0            | 0            | 24       | 9      | 4           | 0          |
| L. Zanimacchia | 21       | 0       | 2           | 0          | 1            | 0            | 0            | 0            | 22       | 0      | 2           | 0          |

## Giovanili
Tratto dal sito ufficiale.

### Organigramma
Area Direttiva
- Responsabile Settore Giovanile: Stefano Pasquinelli
- Responsabile Attività di Base: Paolo Mondini
- Responsabile Organizzativo Settore Giovanile: Paolo Porcari
- Segreteria Settore Giovanile: Francesca Cremaschi, Beatrice Lusignani
- Responsabile Area Scouting Settore Giovanile: Luca Di Fiore
- Responsabile Progetto Gioventù Grigiorossa: Marco Mingardi

Area Sanitaria
- Responsabile Area Sanitaria Settore Giovanile: Dott. Paolo Bertanzetti
- Coordinatore Area Fisioterapica Settore Giovanile: Dott. Daniele De Palma
- Psicologo dello Sport: Dott. Luca Sighinolfi
- Nutrizionista: Dott. Marco Bona

Primavera
- Allenatore: Elia Pavesi
- Collaboratore tecnico: Marco Dall’Anese
- Preparatore atletico: Matteo Doldi
- Allenatore dei portieri: Armando D’Innocenzi
- Match Analist: Sergio Forleo

Under 16
- Allenatore: Silvio Tribuzio
- Collaboratore tecnico: Luca Colombara
- Preparatore atletico: Thomas Dell’Anna
- Allenatore dei portieri: Francesco Rizzolini

Under 14
- Allenatore: Christian Oneda
- Preparatore atletico: Andrea Pinciarelli
- Allenatore dei portieri: Gino Cervi
- Maestro della tecnica: Julien Rantier

Under 17
- Allenatore: Erminio Russo
- Collaboratore tecnico: Davide Dalola
- Preparatore atletico: Alex Loglio
- Allenatore dei portieri: Mattia Cortesi

Under 15
- Allenatore: Massimo Lombardini
- Preparatore atletico: Andrea Reboldi
- Allenatore dei portieri: Francesco Rizzolini
- Maestro della tecnica: Julien Rantier